# Liden singrøn
Liden singrøn (Vinca minor) er en halvbusk med krybende 30-60 cm lange stængler. Liden singrøn anvendes i Danmark ofte som bunddækker i haver, men vokser også i skove. Planten indeholder hvid mælkesaft, hvori der skulle findes mange stoffer med medicinsk virkning (blodtrykssænkende).

## Beskrivelse
Liden singrøn er en krybende, stedsegrøn halvbusk eller flerårig urt. Stænglerne er runde, glatte og lysegrønne. Bladene er modsatte, noget læderagtige og elliptiske med hel rand. Oversiden er skinnende mørkegrøn, og undersiden er noget lysere. Bladene er ofte samlet næsten rosetagtigt ved skudspidsen. I maj kommer der lodrette skud fra bladhjørnerne. De bærer i skudspidsen en enkelt, lyseblå blomst. Frugterne er kapsler, men de modner ikke ordentligt i Danmark.
Rodnettet består dels af krybende jordstængler og dels af grove trævlerødder.

## Hjemsted
Liden singrøn findes vildtvoksende som skovbundsplante på kalkrig bund i Mellemeuropa. Her findes den bl.a. sammen med aksrapunsel, akselrøn, alm. bingelurt, bøg, alm. gyldenris, kristtorn, vedbend, bakkestar, enblomstret flitteraks, fuglekirsebær, hvid anemone, krybende læbeløs, liden klokke, lægeærenpris, navr, rød skovlilje, skovviol, skovmærke, smalbladet klokke og Tanacetum corymbosum.
I Danmark ses den hist og her over hele landet i skove, parker og nær bebyggelse.

## Navneforveksling
I mange bøger og i daglig tale kaldes denne plante for "Vintergrøn" ligesom på svensk, men det kan give anledning til forvirring, for på dansk er Vintergrøn normalt navnet på slægten Pyrola.

## Anvendelse
Med henblik på havebrug dækker 9 planter 1 m².
Planten angribes af en svamp, Singrøn-skuddød, der kan afløve tætte beplantninger.
| Portal | Portal:Botanik |